# João Américo Garcez Fróes
 João Américo Garcez Fróes  (Santo Amaro (Bahia), 11 de outubro de 1874 — Salvador, 17 de setembro de 1964)  foi um médico, professor e escritor brasileiro, pioneiro ao ministrar a primeira aula de radiologia no Brasil, na Faculdade de Medicina da Bahia, no ano de 1903. Membro fundador da Academia de Letras da Bahia.   

## Biografia
Filho de Américo Ribeiro de Souza Fróes e Maria Luiza Garcez Fróes. Realizou os estudos primários em Salvador e ingressou na Faculdade de Medicina da Bahia, pela qual colou o grau de doutor em Medicina, em 1895. Em 1899, casou-se com Francisca Praguer Fróes, sua ex-colega de Faculdade, com quem teve dois filhos Proferiu a primeira aula de radiologia no Brasil, em 1903. Foi o presidente, da Academia de Medicina da Bahia e pertenceu a inúmeras outras instituições, entre elas a Academia de Letras da Bahia, da qual foi membro fundador em 1917. Publicou livros, monografias e artigos sobre os mais variados temas de interesse médico, jurídico e social. Faleceu em 17 de setembro de 1964. 